# Kangal (ville)
Pour la race de chiens, voir Berger d'Anatolie.
Kangal est une ville et un district de la province de Sivas dans la région de l'Anatolie centrale en Turquie.